# Колпачки
Колпачки — хутор в Калачёвском районе Волгоградской области России. Входит в состав Приморского сельского поселения. Население 352 чел. (2010) .

## История
В соответствии с Законом Волгоградской области от 20 января 2005 года № 994-ОД «Об установлении границ и наделении статусом Калачёвского района и муниципальных образований в его составе», хутор вошёл в состав образованного Пятиизбянского сельского поселения.

## География
Расположен в юго-западной части региона, в степной зоне, в пределах Ергенинской возвышенности, относящейся к Восточно-Европейской равнине, между Карповским водохранилищем и р. Дон.
Абсолютная высота 46 метров над уровнем моря.

### Уличная сеть
- Переулки: Донской пер., Жукова пер., Овраженный пер., Речной пер.
- Улицы: ул. Больничная, ул. Донская, ул. Железнодорожная, ул. Жукова, ул. Казачья, ул. Клубная, ул. Короткая, ул. Кузнечная, ул. Молодёжная, ул. Орловская, ул. Победы, ул. Рябиновая, ул. Степная, ул. Цимлянская, ул. Школьная.

## Население
| 2010 |
| ---- |
| 352  |

### Гендерный состав
По данным Всероссийской переписи населения 2010 года в гендерной структуре населения из 352 человек мужчин — 158, женщин — 194 (44,9 и 55,1 % соответственно).

### Национальный состав
Согласно результатам переписи 2002 года, в национальной структуре населения
русские составляли 91 % из общей численности населения в 387 чел..

## Известные уроженцы, жители
Юдина Таисия Васильевна (род. 21 мая 1961 года) — российский историк, кандидат исторических наук, доцент, профессор Волгоградского государственного университета.

## Инфраструктура
Школа. Пристань.
Развитое сельское хозяйство. Личное подсобное хозяйство.

## Транспорт
Водный, железнодорожный и автомобильный транспорт.
Автодорога муниципального значения. Остановка «Колпачки». Автобус маршрутов 710, 866 (по состоянию на 2018 г.).
Ближайшая железнодорожная станция — Кумовка находится на окраине хутора.